# Maneige (album)
Albums de Maneige
Les Porches
(1975)
Maneige est le premier album du groupe de rock progressif et jazz fusion québécois du même nom Maneige, sorti en 1975 sur le label Harvest Records.
Cet album a été enregistré à Toronto aux studios Manta Sound.
La pochette du disque indique : « Au-délà des limites du visuel se situe la musique, mystérieuse et séduisante ; mais quand celle-ci se propose de jouer avec les images elle devient aussi fantaisie et magie et tout en trébuchant atteint son but, celui d'explorer une autre facette de sa dimension. »

## Liste des titres
| A. | Le rafiot | Jérôme Langlois | 21:19 |

| Face B | Face B             | Face B           | Face B | Face B | Face B | Face B | Face B | Face B | Face B |
| No     | Titre              | Auteur           | Durée  |        |        |        |        |        |        |
| ------ | ------------------ | ---------------- | ------ | ------ | ------ | ------ | ------ | ------ | ------ |
| B1.    | Une année sans fin | Gilles Schetagne | 6:40   |        |        |        |        |        |        |
| B2.    | Jean-Jacques       | Yves Léonard     | 4:17   |        |        |        |        |        |        |
| B3.    | Galerie III        | Gilles Schetagne | 7:52   |        |        |        |        |        |        |
| 40:08  |                    |                  |        |        |        |        |        |        |        |

| Pièces en bonus Live 1974 (réédition CD ProgQuébec, 2007) | Pièces en bonus Live 1974 (réédition CD ProgQuébec, 2007) | Pièces en bonus Live 1974 (réédition CD ProgQuébec, 2007) | Pièces en bonus Live 1974 (réédition CD ProgQuébec, 2007) | Pièces en bonus Live 1974 (réédition CD ProgQuébec, 2007) | Pièces en bonus Live 1974 (réédition CD ProgQuébec, 2007) | Pièces en bonus Live 1974 (réédition CD ProgQuébec, 2007) | Pièces en bonus Live 1974 (réédition CD ProgQuébec, 2007) | Pièces en bonus Live 1974 (réédition CD ProgQuébec, 2007) | Pièces en bonus Live 1974 (réédition CD ProgQuébec, 2007) |
| No                                                        | Titre                                                     | Durée                                                     |                                                           |                                                           |                                                           |                                                           |                                                           |                                                           |                                                           |
| --------------------------------------------------------- | --------------------------------------------------------- | --------------------------------------------------------- | --------------------------------------------------------- | --------------------------------------------------------- | --------------------------------------------------------- | --------------------------------------------------------- | --------------------------------------------------------- | --------------------------------------------------------- | --------------------------------------------------------- |
| 5.                                                        | Tèdetèdetèdet (live)                                      | 6:44                                                      |                                                           |                                                           |                                                           |                                                           |                                                           |                                                           |                                                           |
| 6.                                                        | Jean-Jacques (live)                                       | 4:31                                                      |                                                           |                                                           |                                                           |                                                           |                                                           |                                                           |                                                           |
| 51:23                                                     |                                                           |                                                           |                                                           |                                                           |                                                           |                                                           |                                                           |                                                           |                                                           |

## Membres du groupe
- Alain Bergeron : flûte et saxophone ;
- Jérôme Langlois : piano, clarinette et orgue
- Vincent Langlois : piano et percussions ;
- Denis Lapierre : guitare électrique et acoustique ;
- Yves Léonard : basse électrique ;
- Gilles Schetagne : batterie et percussions.